# Нідернберг
Нідернберг (нім. Niedernberg) — громада в Німеччині, розташована в землі Баварія. Підпорядковується адміністративному округу Нижня Франконія. Входить до складу району Мільтенберг.
Площа — 15,61 км2. Населення становить 4909 ос. (станом на 31 грудня 2020).